# Athyone
Genre
Athyone est un genre d'holothuries (concombres de mer) de la famille des Sclerodactylidae.

## Liste des espèces
Selon World Register of Marine Species (23 février 2015) :
- Athyone exila Cherbonnier, 1988
- Athyone glasselli (Deichmann, 1936)
- Athyone maculisparsa Cherbonnier, 1988
- Athyone transitoria (Vaney, 1905) Cherbonnier, 1955